# Mônicaverso
Mônicaverso, anteriormente chamado de Banca da Môncia, é um leitor de quadrinhos da Mauricio de Sousa Produções lançado em 2018.

## Criação
A Banca da Mônica surgiu em 2018 como uma versão melhorada da Caixa de Quadrinhos, lançado pela Mauricio de Sousa Produções (MSP) em 2015. A iniciativa fez parte do processo de solidificação da presença da MSP na internet. Em março de 2024, o aplicativo foi remodelado e renomeado para Mônicaverso, passando a disponibilizar conteúdo em vídeo.

## Acervo
O aplicativo está disponível para Android e iOS. Originalmente, havia quatro planos de assinatura, que disponibilizavam as revistas da  Mônica, Cascão, Chico Bento, Magali e Cebolinha, um acervo de revistas publicadas entre 1950 e 2016, Turma da Mônica Jovem e os gibis em inglês e espanhol. Também era possível comprar versões avulsas da Graphic MSP e Clássicos do Cinema. O acervo foi inspirado na Netflix. Em abril de 2022, seus 188 títulos históricos foram disponibilizados de graça. Após sua reformulação em 2024, o aplicativo passou a disponibilizar os episódios dos desenhos animados da Turma da Mônica e da Mônica Toy. O aplicativo também começou a produzir suas próprias webtoons, sendo a primeira A História das Histórias, produzida pela Zum Studios.